# 라미 유세프
라미 유세프(아랍어: رامي يوسف, 영어: Ramy Youssef, 1991년 3월 26일 ~ )는 미국의 스탠드업 코미디언, 배우, 작가, 감독이다. 훌루 드라마 《라미》의 주인공 라미 핫산 역으로 잘 알려져 있다.

## 출연 작품

### 영화
- 위시 (2023년) - 사피 역 (목소리)